# Digiscoping

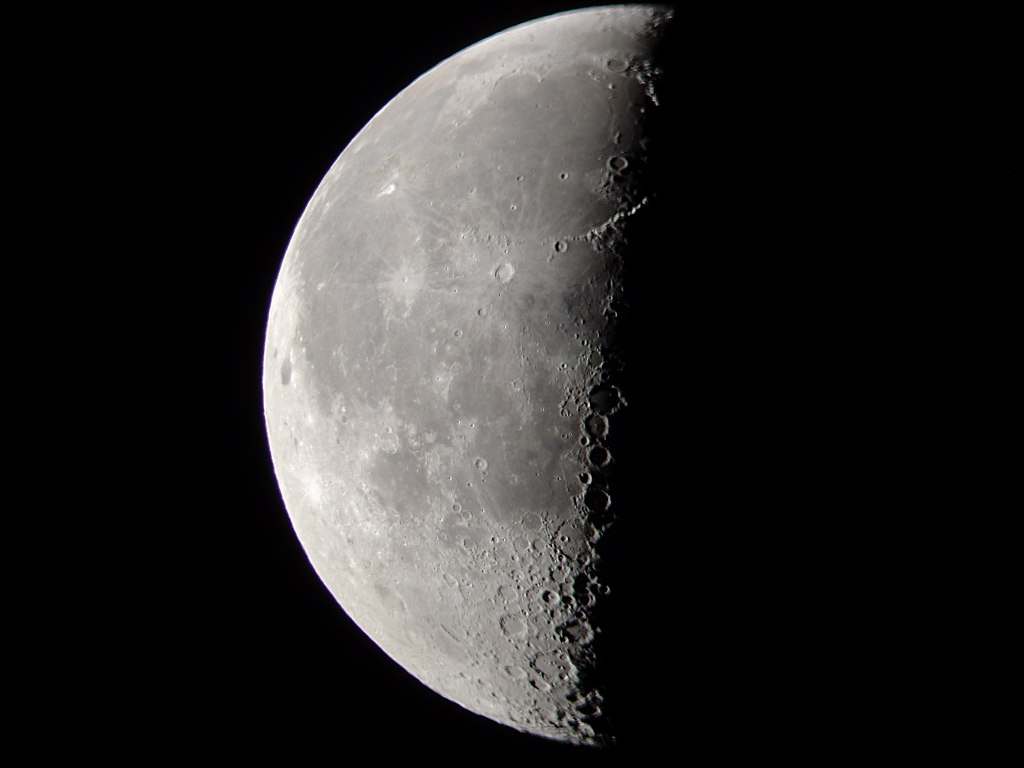
Quarto minguante da Lua fotografado com o método digiscoping.

Digiscoping é um método de fotografar utilizando uma câmara digital reflexa ou compacta, com o auxílio de um telescópio ou, menos frequentemente, um binóculo.
A projecção afocal é um método de astrofotografia no qual as fotografias são tiradas segurando ou montando a câmara sobre a ocular do telescópio, ficando a câmara no lugar do olho. Este é o método mais comum associado ao digiscoping.

## Vantagens
- Baixo custo — Podem ser obtidos resultados razoáveis ou mesmo bons utilizando câmaras digitais (ou mesmo antigas webcams), tornando desnecessário o uso de grandes e dispendiosas teleobjectivas. Não sendo necessário usar teleobjectivas, permite aos utilizadores mudar de câmara, adquirindo uma melhor de uma marca diferente, dado que o telescópio é adaptável a uma muito mais vasta gama de câmaras do que as teleobjectivas.
- Compacto — Para observadores de aves e da natureza que já transportem um telescópio, o volume e peso de um adaptador e de uma pequena câmara digital é praticamente insignificante.
- Amplificação extremamente eficaz— É obtida uma amplificação muito eficaz, frequentemente superior à disponível para qualquer teleobjectiva comum. São comuns distâncias focais equivalentes a 2000 mm e superiores numa câmara de película de 35 mm.
- Ausência de vibração da câmara — A utilização de uma câmara compacta tem vantagem sobre a câmara reflex por não estar sujeita à vibração e ruído provocados pela deslocação do espelho reflexo.
- Pré e pós visualização — as câmaras digitais permitem uma pré visualização no monitor LCD ao fazer o enquadramento e focagem, e a visualização da foto tirada. O utilizador pode apagar e tornar a tirar a fotografia se não ficar satisfeito com a tentativa anterior.
- Formato de imagem digital — as imagens são capturadas já em formato digital, podendo ser facilmente processadas conforme for necessário utilizando software de edição de imagem digital .
- Focagem automática — Frequentemente a focagem automática por detecção de contraste pela câmara continua a funcionar, sendo útil para a focagem precisa da imagem.

Para os melhores resultados é essencial que o eixo óptico da câmara e do telescópio estejam alinhados. A distância entre a objectiva da câmara e a ocular do telescópio é também muito importante e é ajustada por tentativa e erro. Originalmente, o acoplamento da câmara ao telescópio dependia essencialmente da habilidade do fotógrafo, mas hoje em dia existem diversos adaptadores disponíveis. A qualidade do telescópio e do visor é um factor fundamental. Os telescópios que usam objectivas com elementos refractivos especiais, com superfícies tratadas a flúor, reduzem a aberração cromática que é especialmente notável na fotografia.  O olho humano tem a capacidade de compensar esta aberração, porém tal não acontece na fotografia.